# Leopoldo de Bélgica (1859-1869)
Leopoldo de Bélgica, duque de Brabante (12 de junio de 1859 - 22 de enero de 1869), fue el segundo de los hijos y único varón de los reyes de los belgas, Leopoldo II y María Enriqueta, por lo que Leopoldo pasó a ser príncipe heredero al trono de los belgas, con el título de cortesía de duque de Brabante,  desde el ascenso al trono de su padre, en 1865, hasta su lamentable y repentino deceso, en 1869. Leopoldo, antes de ser heredero, fue príncipe de Bélgica y conde de Hainaut.
Nacido en el Palacio de Laeken, el 12 de junio de 1859, durante el reinado de su abuelo paterno, el rey Leopoldo I. Al momento de su nacimiento, Leopoldo, era el segundo en la línea de sucesión al trono de Bélgica, tras su padre, que posteriormente se convertiría en rey Leopoldo II, y Leopoldo pasaría a primer puesto.
Leopoldo fue bautizado con el nombre de su abuelo y el de los primos de su padre, el príncipe Fernando de Sajonia-Coburgo-Gotha, la reina Victoria y su esposo el príncipe Alberto.

## Primeros años

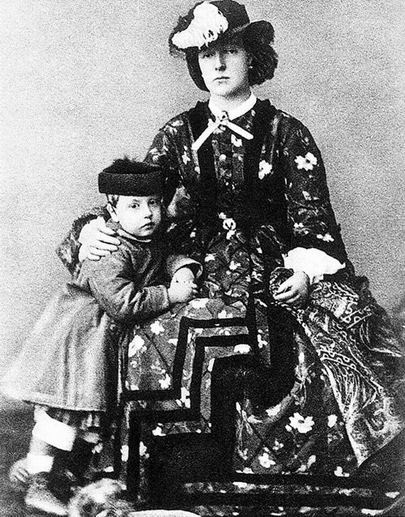

Al nacer, Leopoldo recibió el título de conde de Hainaut, al ser el hijo varón del entonces príncipe de Bélgica. En 1859 su abuelo Leopoldo I de Bélgica, y príncipe de Sajonia-Coburgo-Gotha era el rey gobernante.
	Leopoldo fue precedido en el nacimiento por su hermana Luisa María, y después de él nacieron sus hermanas Estefanía y Clementina, que nació tras la muerte de Leopoldo y fue el último intento de sus padres de tener otro hijo varón.

## Duque de Brabante
A la muerte de su abuelo y el ascenso de su padre al trono de Bélgica en 1865, el joven Leopoldo se convirtió en Duque de Brabante, el título del heredero al trono de Bélgica. Como heredero, se esperaba que sucediera a su padre como el rey Leopoldo III de los belgas.

## Muerte

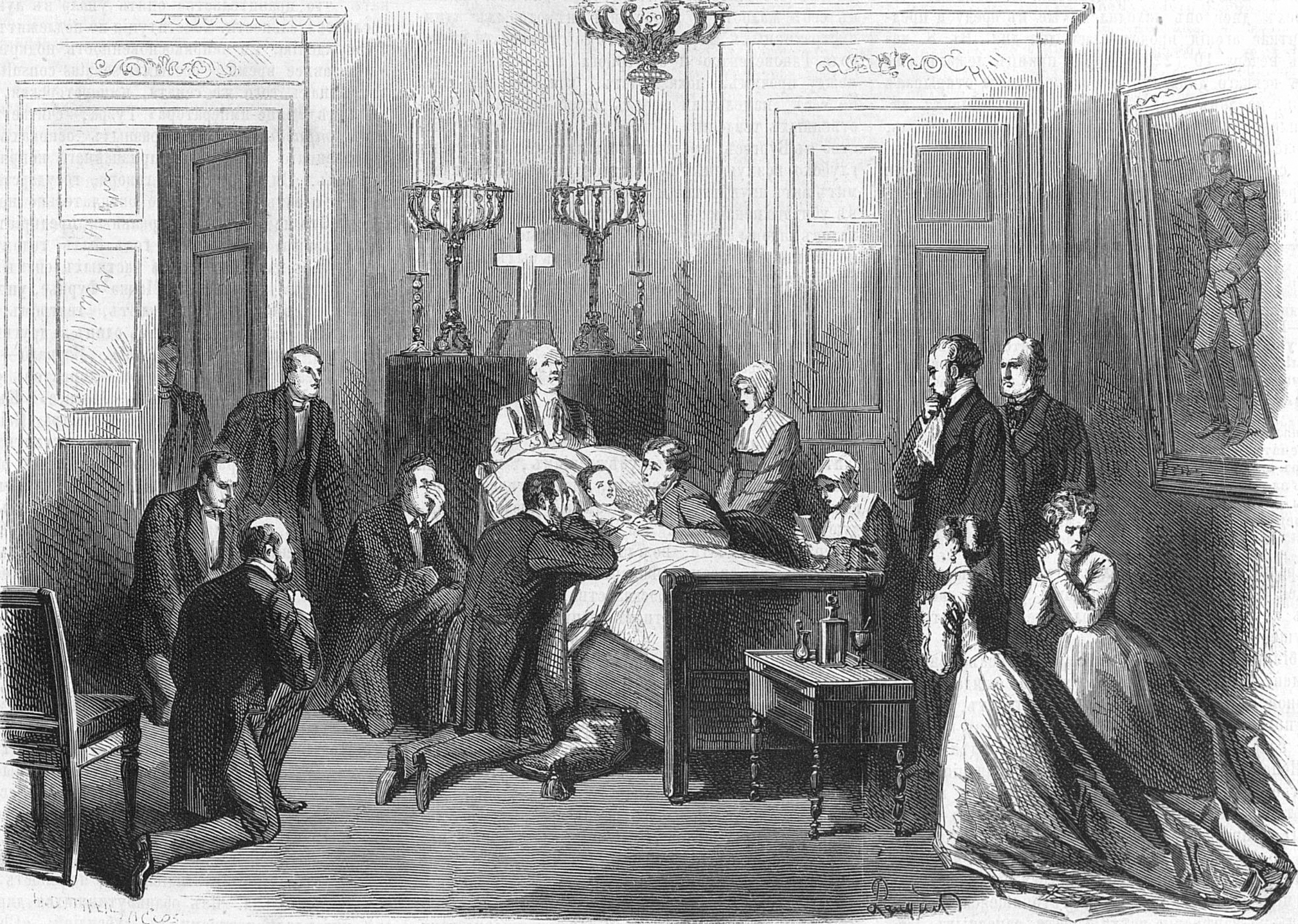
El fallecimiento del príncipe Leopoldo.

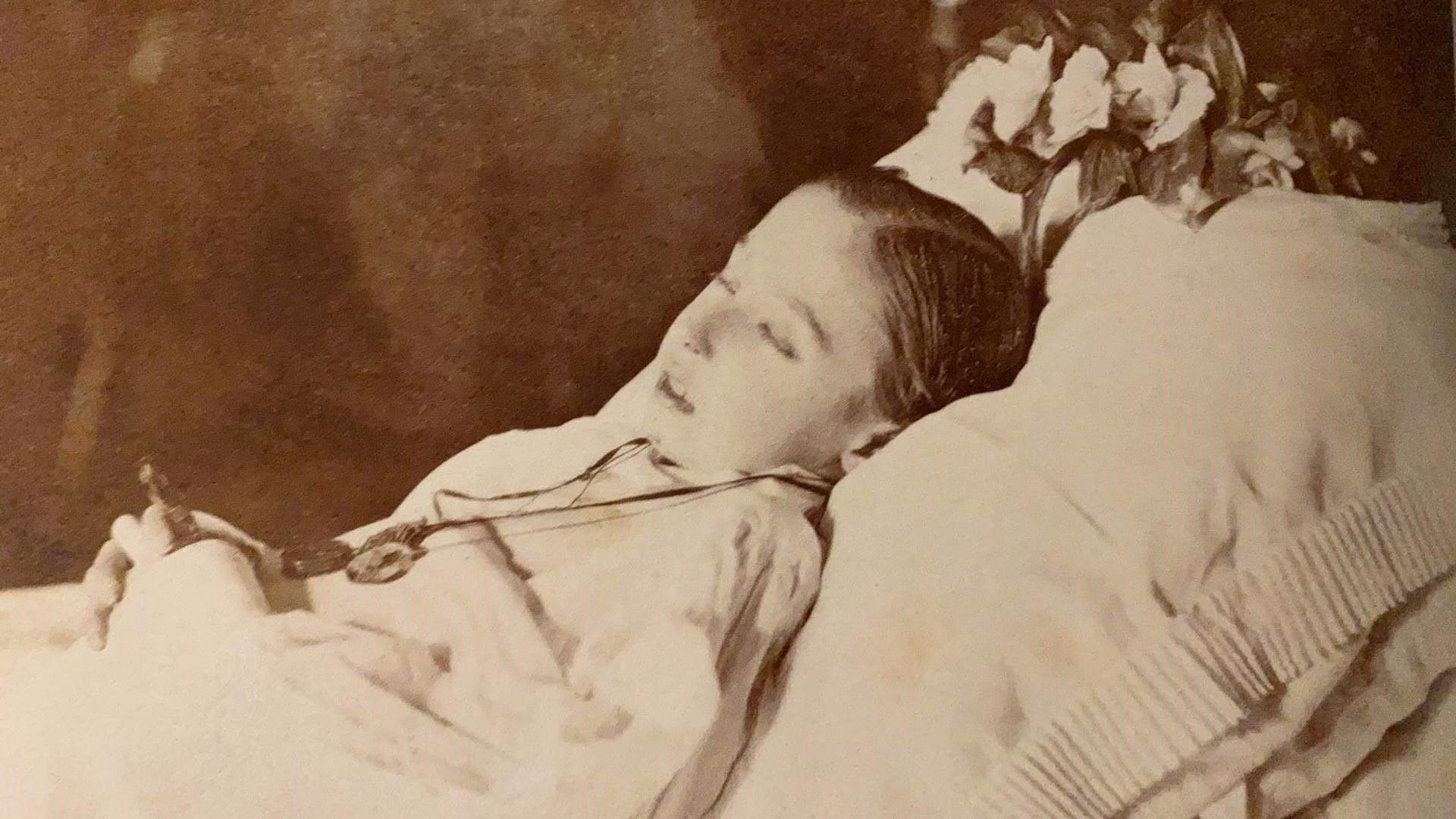
El príncipe Leopoldo en su lecho de muerte.

Leopoldo murió de neumonía en Laeken o Bruselas el 22 de enero de 1869, después de haber caído a un estanque. En el funeral de su hijo, Leopoldo II se derrumbó en público, arrodillándose tras el féretro y llorando desconsoladamente. El cuerpo se enterró en el mausoleo real de la Iglesia de Nuestra Señora de Laeken, en Bruselas.
La muerte prematura de Leopoldo dejó a su padre con sólo dos hijas: las princesas Luisa María y Estefanía. Tras la muerte de su hijo, Leopoldo y María Enriqueta intentaron tener otro hijo, pero tras el nacimiento de la princesa Clementina, en 1872, la pareja abandonó toda esperanza de tener un descendiente varón. Debido a las leyes sucesorias, Leopoldo II fue sucedido, a su muerte, por su sobrino Alberto, cuyo hijo mayor le sucedería como Leopoldo III.

## Títulos
| ● 12 de junio de 1859-10 de diciembre de 1865: | Su alteza real el conde de Hainaut, príncipe de Bélgica, príncipe de Sajonia-Coburgo y Gotha, duque de Sajonia  |
| ● 10 de diciembre de 1865-22 de enero de 1869: | Su alteza real el duque de Brabante, príncipe de Bélgica, príncipe de Sajonia-Coburgo y Gotha, duque de Sajonia |